# Hohnstorf (Elbe)
Hohnstorf (Elbe) ist eine Gemeinde im Landkreis Lüneburg in Niedersachsen.

## Geografie

### Geografische Lage
Hohnstorf (Elbe) liegt am linkselbischen Ufer westlich des Biosphärenreservats Niedersächsische Elbtalaue gegenüber der alten Schifferstadt Lauenburg/Elbe. Die Gemeinde gehört der Samtgemeinde Scharnebeck an, die ihren Verwaltungssitz in der Gemeinde Scharnebeck hat. Hohnstorf (Elbe) liegt in der Lüneburger Heide.

### Gemeindegliederung
Die Ortsteile der Gemeinde sind:
- Hohnstorf
- Sassendorf
- Bullendorf

## Geschichte

### Seit dem 19. Jahrhundert
Im Jahre 1864 wurde der Bahnhof Hohnstorf in Betrieb genommen, der im Zusammenhang mit dem Trajekt Lauenburg–Hohnstorf eingerichtet worden war. Nach der Fertigstellung der weiter westlich gelegenen Eisenbahnbrücke im Jahre 1878 wurde der Bahnhof nur noch für den örtlichen Güterverkehr genutzt.

### Kämpfe zum Ende des Zweiten Weltkrieges
Deutschland verlor 1945 den Zweiten Weltkrieg und es wurde schrittweise besetzt. In den letzten Kriegstagen rückten die alliierten Truppen immer weiter nach Norden vor. Im benachbarten, auf der Nordseite der Elbe gelegenen, Kreis Herzogtum Lauenburg begannen im April die Vorbereitungen hinsichtlich der zu erwartenden Kämpfe. Stellungen, Schützenlöcher, Schützengräben und mit Minen ausgestattete Panzersperren wurden eingerichtet. Zudem wurden verschiedene Brücken für Sprengungen vorbereitet. Die Bevölkerung von Lauenburg sowie auch teilweise von Hohnstorf wurden zudem noch am 18. April darauf hingewiesen, die Fenster zu öffnen, damit der Druck der in den Folgetagen zu erwartenden Explosionen die Fensterscheiben nicht beschädigen würde. Am 19. April erreichten britische Einheiten Hohnstorf. Im letzten Moment brachen die Briten den Versuch ab, die Hohnstorf und die Stadt Lauenburg verbindende Lauenburger Elbbrücke einzunehmen. Ein gefangen genommener deutscher Offizier verriet noch rechtzeitig, dass die Brücke schon zur Sprengung bereit war. Kurz darauf wurde die Lauenburger Elbbrücke tatsächlich von deutschen Soldaten gesprengt. Durch die Sprengungsexplosionen wurden Dächer in der Umgebung der Brücke abgedeckt. Das Hohnstorfer Bahnhofsgebäude wurde schwer beschädigt. Noch in Sassendorf (heute ein Ortsteil der Gemeinde Hohnstorf) zersplitterten auf Grund der ausgelösten Druckwellen Glasscheiben. Die Briten sammelten sich sodann am südlichen Elbufer. Verhandlungen hinsichtlich einer kampflosen Übergabe der Stadt Lauenburg scheiterten am 27. April.
Am frühen Morgen des 29. April 1945 setzten die britischen Truppen schließlich mit gepanzerten Fähren und Schwimmpanzern von Artlenburg auf das gegenüberliegende Elbufer bei Schnakenbek über und richteten einen Brückenkopf ein. Noch am Vormittag konnte die Stadt Lauenburg eingenommen werden. Bis zum Abend wurden Pontonbrücken errichtet und die britischen Truppen stießen weiter nach Krüzen, Lütau und Basedow vor. 

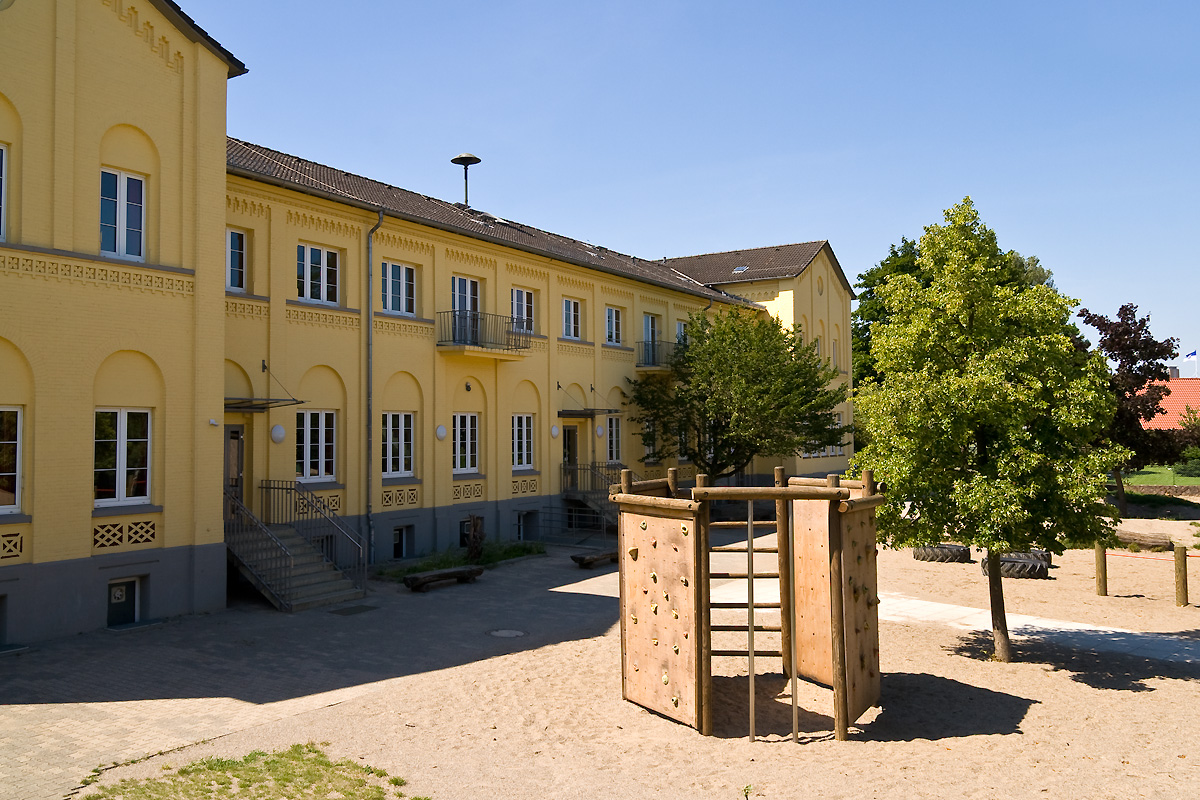
Früher der Bahnhof von Hohnstorf, heute die örtliche Grundschule

### Seit der Nachkriegszeit
Das Gebäude des Hohnstorfer Bahnhofs wurde zur Grundschule umgenutzt, welche noch heute besteht. Gegenüber dem alten Bahnhofsgebäude befindet sich heute ein Kindergarten.
Am 1. März 1974 wurde die Nachbargemeinde Sassendorf eingegliedert.
2013 wurde die Dorfchronik der Gemeinde, die als verschollen galt, wiederentdeckt. Die Dorfchronik, mit verschiedenen Ereignissen aus dem 19. Jahrhundert, war in den 1970er Jahren der Lüneburger Sparkasse anvertraut worden, was in der Zeit danach offenbar in Vergessenheit geriet. Bis zu diesem Zeitpunkt befand sich nur noch eine unvollständige und schlecht lesbare Kopie im Bestand des Gemeindearchives.

## Politik
Die Gemeinde Hohnstorf (Elbe) gehört zum Landtagswahlkreis 48 Elbe und zum Bundestagswahlkreis 38 Lüchow-Dannenberg – Lüneburg.

### Gemeinderat
- SPD: 3
- Grüne: 1
- Einzelbewerber: 1
- FW: 1
- UHWG: 2
- CDU: 5

Der Gemeinderat aus Hohnstorf (Elbe) setzt sich aus drei Ratsfrauen und zehn Ratsherren zusammen.
- CDU: 5 Sitze
- Einzelbewerber: 1 Sitz
- Grüne: 1 Sitz
- FWGH: 1 Sitz
- SPD: 3 Sitze
- UHWG: 2 Sitze

(Stand: Kommunalwahl am 11. September 2021)

### Bürgermeister
Ehrenamtlicher Bürgermeister von Hohnstorf (Elbe) ist seit dem 25. August 2020 Dirk Lindemann (CDU), Verwaltungsvertreterin und stellvertretende Bürgermeisterin ist Nancy Behr (CDU).

### Wappen
Die silbernen Fische auf blauem Grund weisen auf die für Hohnstorf einst wichtige Elbfischerei hin. Die Eichenkrone darüber mit grünen Blättern auf silbernem Grund soll das feste Land und die Landwirtschaft symbolisieren.

### Gemeindepartnerschaften
- Łeba in Polen

## Verkehr
Hohnstorf (Elbe) liegt direkt an der Bundesstraße 209 Lüneburg–Lauenburg/Elbe im Dreiländereck von Niedersachsen, Schleswig-Holstein und Mecklenburg-Vorpommern. Die Elbbrücke Lauenburg, eine wichtige regionale Straßen- und Eisenbahnbrücke, quert hier die Elbe, die früher mit Fähren überquert werden musste (Trajekt Lauenburg–Hohnstorf).

## Bildung
- Grundschule Hohnstorf (Elbe)
- Kindergarten Hohnstorf (Elbe)

## Kultur und Sehenswürdigkeiten
Das Fischerei Museum mit einer Ausstellung über die frühere Elbfischerei befindet sich im Gebäude der Gemeindeverwaltung.

## Sport
Hohnstorf besitzt ein Sportzentrum mit Tartan-Bahn, zwei Fußballfeldern mit Flutlicht, vier Frei- und drei Hallen-Tennis-Plätzen sowie einer 2005 neugebauten Dreifeldsporthalle. Es herrscht ein umfangreiches Sportangebot. In vielen Sparten (z. B. Tennis, Fußball, Handball, Basketball, Volleyball, Tischtennis) ist der TuS Hohnstorf/Elbe von 1925 e. V. mit leistungsorientierten Mannschaften vertreten.

## Söhne und Töchter der Gemeinde
- Theodor Benecke (Heimatforscher) (1870–1929), Gründer des Helms-Museums und Lehrer

## Persönlichkeiten, die vor Ort gewirkt haben
- Robert Garbe (Dichter) (1878–1927), niederdeutscher Schriftsteller